# 伍氏牙鮃
伍氏牙鮃為輻鰭魚綱鰈形目鰈亞目牙鮃科的其中一種，為熱帶海水魚，分布於東太平洋墨西哥至秘魯，包括加拉巴哥群島海域，棲息深度可達25公尺，體長可達80公分，棲息在沙泥底質底層水域、河口區，以其他魚類為食，其生活習性不明，可作為食用魚。